# Roio del Sangro

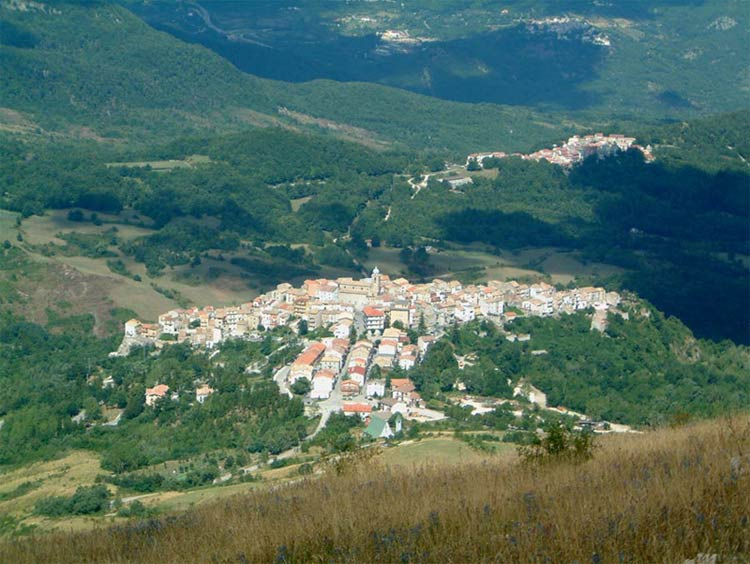
Blick auf Roio del Sangro

Roio del Sangro ist eine Gemeinde (comune) in Italien mit 116 Einwohnern in der Provinz Chieti in den Abruzzen. Sie liegt etwa 51,5 Kilometer südsüdöstlich von der Provinzhauptstadt Chieti entfernt und gehört zur Comunità Montana Medio Sangro.